# Polistes associus
Polistes associus är en getingart som beskrevs av Kohl 1898. Polistes associus ingår i släktet pappersgetingar, och familjen getingar. Inga underarter finns listade i Catalogue of Life.